# Çamlıca, Kepez
Çamlıca là một xã thuộc huyện Kepez, tỉnh Antalya, Thổ Nhĩ Kỳ. Dân số thời điểm năm 2011 là 365 người.